# Neurotenzin
Neurotenzin je neuropeptid sa 13 aminokiselina koji je impliciran u regulaciju luteinizirajućeg hormona i oslobađanja prolaktina. On u znatnoj meri interaguje sa dopaminergičkim sistemom. Neurotenzin je prvi put izolovan iz ekstrakta goveđeg hipotalamusa na bazi njegove sposobnosti da uzrokuje vidljivu vazodilataciju u izloženim kožnim regionima pacova pod anestezijom.

## Struktura
Aminokiselinska sekvenca goveđeg neurotenzina je pyroGlu-Leu-Tyr-Glu-Asn-Lys-Pro-Arg-Arg-Pro-Tyr-Ile-Leu-OH. Neurotenzin se formira kao deo 169-170 aminokiselinskog prekurzora, koji takođe sadrži srodni neuropeptid, neuromedin N. Kodirajući domeni peptida su locirani blizo C-terminusa prekurzora.

## Klinički značaj
Neurotenzin učestvuje u formiranju i migraciji kolorektalnog karcinoma.
Neurotenzin je bio impliciran u modulaciju dopaminske signalizacije, i produkciju spektra farmakoloških efekta koji podsećaju na efekte antipsihotičkih lekova, zbog čega se smatra da je neurotenzin endogeni neuroleptik. Neurotenzin-deficijentni miševi manifestuju defekte u responsu na nekoliko antipsihotičkih lekova, što je konzistentno sa idejom da je neurotenzinska signalizacija ključna komponenta dejstva pojedinih antipsihotičkih lekova .

## Literatura
1. ↑   уреди
2. ↑  Evan E. Bolton; Yanli Wang; Paul A. Thiessen; Stephen H. Bryant (2008). „Chapter 12 PubChem: Integrated Platform of Small Molecules and Biological Activities”. Annual Reports in Computational Chemistry. 4: 217—241. doi:10.1016/S1574-1400(08)00012-1.
3. ↑  Carraway R, Leeman SE (1973). „The isolation of a new hypotensive peptide, neurotensin, from bovine hypothalami”. J. Biol. Chem. 248 (19): 6854—61. PMID 4745447.
4. ↑  Carraway R, Leeman SE (1975). „The amino acid sequence of a hypothalamic peptide, neurotensin”. J. Biol. Chem. 250 (5): 1907—11. PMID 1167549. Архивирано из оригинала 06. 04. 2009. г. Приступљено 11. 03. 2011.
5. ↑  Dobner PR, Barber DL, Villa-Komaroff L, McKiernan C (1987). „Cloning and sequence analysis of cDNA for the canine neurotensin/neuromedin N precursor”. Proc. Natl. Acad. Sci. U.S.A. 84 (10): 3516—20. PMC 304902 . PMID 3472221. doi:10.1073/pnas.84.10.3516.
6. ↑  Kislauskis E, Bullock B, McNeil S, Dobner PR (1988). „The rat gene encoding neurotensin and neuromedin N. Structure, tissue-specific expression, and evolution of exon sequences”. J. Biol. Chem. 263 (10): 4963—8. PMID 2832414. Архивирано из оригинала 06. 04. 2009. г. Приступљено 11. 03. 2011.
7. ↑  Wang X, Wang Q, Ives KL, Evers BM (2006). „Curcumin inhibits neurotensin-mediated interleukin-8 production and migration of HCT116 human colon cancer cells”. Clin. Cancer Res. 12 (18): 5346—55. PMC 2613866 . PMID 17000667. doi:10.1158/1078-0432.CCR-06-0968.
8. ↑  Kinkead, B, Dobner PR, Egnatashvili, V, Murray, T, Deitemeyer, N, Nemeroff, CB (2005). „Neurotensin-deficient mice have deficits in prepulse inhibition: restoration by clozapine but no haloperidol, olanzapine, or quetiapine”. J. Pharmacol. Exp. Ther. 315 (1): 256—264. PMID 15987829. doi:10.1124/jpet.105.087437.

## Spoljašnje veze
- Neurotensin на 